# Чекуевская волость
Чекуевская волость — административно-территориальная единица в составе Онежского уезда Архангельской губернии, существовавшая с 1924 по 1929 года. Центром волости было село Чекуево.

## История
Декретом ВЦИК от 9 июня 1924 в Онежском уезде образовано шесть укрупненных волостей: Кяндская, Онежская, Плесецкая, Поморская, Турчасовая и Чекуевская. Чекуевская волость объединила волости Кожскую, Мардинскую, Мудьюжскую, Пияльскую и Польскую. В 1929 году волость упразднена, территория вошла в состав новообразованного Чекуевского района Северного края.

## Состав волости
Чекуевская волость включала в свой состав семь сельских обществ: Вазенское, Кожское, Мондинское, Мудьюжское, Польское, Хачельское и Чекуевское.